# 雅各宾派
雅各宾派（法語：Jacobin）是指雅各宾俱乐部的成员。雅各宾俱乐部是法国大革命时期（1789年—1799年）最著名的政治俱乐部。该俱乐部因在圣奥诺雷街的雅各宾修道院（属于多明我会）会面而得名。在法国，多明我会修士被称为“雅各宾”，因为他们在巴黎建立的第一座修道院是圣雅各修道院。
“雅各宾派”和“雅各宾主义”等术语在历史上有多种含义。在1793年以前，这些术语被当时的人们用来形容1789年—1792年国民公会中的雅各宾派的政治观点。随着马克西米连·罗伯斯庇尔和山岳派在1793年的崛起，雅各宾派的政策与恐怖统治紧密相连，雅各宾主义也成了“罗伯斯庇尔主义”的代名词。随着雅各宾主义通过传说、遗产、传统以及其他非历史手段被纪念和传承，到了20世纪末的法国政治中，这一术语获得了某种“语义弹性”，有着“模糊的多重含义”，但始终是指“对公民社会拥有权力的主权和不可分割的公共权力的核心人物”。如今，在法国，雅各宾派这个词常用于形容一个热情支持中央集权、革命民主或革命国家的共和主义者，同时也指“一个反对任何削弱和分裂国家想法的政治人物”。